# 穆寿
穆 寿（穆壽、ぼく じゅ、生年不詳 - 447年）は、北魏の官僚。本貫は代郡。

## 経歴
穆観の子として生まれた。宜都公の爵位を嗣いだ。若くして東宮の近侍に選抜された。楽陵公主を妻に迎え、駙馬都尉の位を受けた。太武帝に重んじられて抜擢され、下大夫となった。侍中・中書監に転じ、南部尚書を兼ねた。435年（太延元年）、宜都王に進み、征東大将軍の号を加えられた。
439年（太延5年）、太武帝が北涼に対して親征すると、穆寿は平城で皇太子拓跋晃を補佐して、留守の国政を任された。あらかじめ柔然の侵攻を警戒するよう太武帝に命じられていたにもかかわらず、穆寿は卜筮の言を信じて、「賊はやってこない」と言い、備えを用意していなかった。はたして柔然の呉提が侵攻してくると、穆寿はなすところを知らず、西郭門を築くといって、拓跋晃に保南山に避難するよう求めた。恵太后（太武帝の保母の竇氏）が聞き入れなかったため、太子の避難は取りやめられた。長孫道生らが呉提を撃退したため、柔然の来寇は大きな被害を出さず、太武帝の帰国後も穆寿は咎めを受けなかった。
444年（太平真君5年）、皇太子拓跋晃が監国となると、穆寿は崔浩らとともに政務を補佐した。北魏の諸官の人々はみな崔浩を敬愛していたが、穆寿はひとり崔浩を侮っていた。穆寿は顕位にあることを鼻にかけて高慢な振る舞いが多く、当時の人々に陰で嘲笑されていた。447年（太平真君8年）10月、死去した。太尉の位を追贈された。諡は文宣といった。

## 子女
- 穆平国（? - 451年、宜都王、城陽長公主を妻に迎え、駙馬都尉・侍中・中書監、太子四輔）
- 穆相国（安東将軍・済州刺史、上洛公）
- 穆正国（長楽公主を妻に迎え、駙馬都尉）
- 穆応国（征西将軍、張掖公）
- 穆安国（金部長・殿中尚書、右衛将軍、新平子、乙渾に殺害された）

## 伝記資料
- 『魏書』巻27 列伝第15
- 『北史』巻20 列伝第8